# Holmos
|  | Per a altres significats, vegeu «Holmos (Frígia)». |

Holmos (en llatí Holmi, en grec antic Ὅλμοι) era una ciutat de la costa de Cilícia a la Cilícia Tràquea, al sud-oest de Selèucia d'Isàuria. Seleuc I Nicàtor va traslladar els seus habitants per poblar la ciutat de Selèucia i va quedar despoblada, segons diuen Estrabó i Escílax de Carianda. Plini el Vell l'anomena Holmia.